# 普什圖人
普什图人（普什圖語： Pəx̌tānə́），也译作帕坦人、普赫屯人，是居于中亚、南亚的一个民族，西方归入伊朗人（雅利安人）的一个分支。为阿富汗第一大民族和巴基斯坦第二大民族。普什图族部落和氏族的数量有400个。

## 民族分布、人口與語言

### 地理分布

1980年時巴基斯坦附近民族分布，普什圖人為綠色。

普什圖人主要居住在阿富汗東部、南部以及巴基斯坦西部，其中多數位於阿富汗東北部的喀布爾和西北赫拉特地區。普什圖人的居住範圍最東至印度河，最南至巴基斯坦的錫比縣、奎達以及阿富汗的坎大哈。又也有一些普什圖的部落，如莫曼族（Mohmand），瓦兹族（Wazir）、Sulemankhel和Achakzais，其地理位置直接橫跨阿富汗和巴基斯坦兩國。

### 人口
就普什圖人在各國的比例來看，普什圖人在阿富汗內戰前，佔阿富汗人口的50%至60%。然而1979年開始的阿富汗內戰，使約200萬的普什圖人離開阿富汗，以難民身分居住在巴基斯坦。至2016年7月為止，普什圖人佔巴基斯坦人口（201,995,540人）中15.42%（因戰爭而無2016年中阿富汗族群比例的資料，2015年七月則是佔3250萬人口的 42-60%）。而總人口根據2001年7月的推算，普什圖人人口為2190萬，其中巴基斯坦略佔一半以上。

### 語言
普什圖人主要以普什圖語為母語。普什圖語屬於印歐語系印度-伊朗語族伊朗語支，主要有三種方言：中普什圖語、北普什圖語、南普什圖語。在阿富汗，多數普什圖人以達里語（波斯语）為第二語言，故達里語對普什圖語的影響很大。在書寫方面，普什圖語以阿拉伯文字書寫。

## 地理環境

### 地形
普什圖人所在地區的地形主要是山地，包括在阿富汗中部的阿爾卑斯-喜馬拉雅山系帶的一部分和在巴基斯坦的蘇萊曼山脈。其中也有少數普什圖人居住在印度河平原與伊朗高原。

### 氣候
居住在阿富汗的西部普什圖人生活於半乾旱氣候，有寒冷的冬天和乾旱的夏天。居住在巴基斯坦的東部普什圖人則受到印度西南季風的影響，為亞熱帶乾燥和半乾燥氣候。

## 歷史沿革

### 族裔
關於普什圖人的起源，至今仍未定論，以語言學的角度追溯，普什圖人的起源主要是波斯裔，但在一些家族的族譜卻顯示其祖先源於閃族（阿拉伯人）。
在歷史上，普什圖人所在的地區（阿富汗、伊朗東部和巴基斯坦西部），一直遭到外族入侵，故有所推測今日的普什圖人可能是一個異質的群體。其中進入該地區即在該地建立帝國的入侵者包含伊朗人、希臘人、印度教徒、突厥人、蒙古人、烏茲別克人、錫克教徒、英國人和俄羅斯人。

### 歷史文獻紀錄

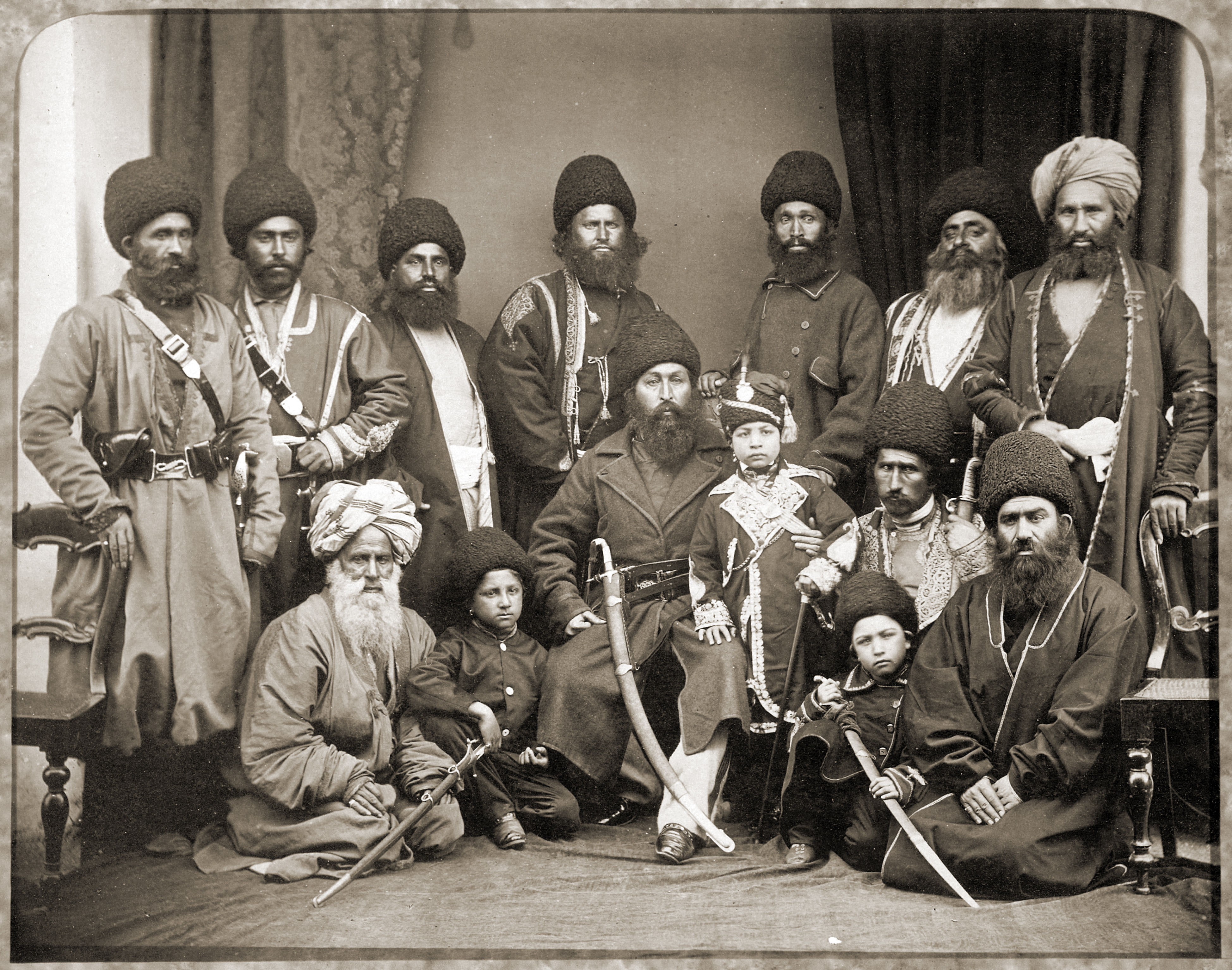
巴拉克宰王朝（杜蘭尼王朝後的阿富汗王朝）的 希爾·阿里汗（中間抱小孩者）於安巴拉, 1869.

第一個與普什圖相關的歷史文獻（西元982年）主要描述居住在阿富汗蘇萊曼山脈的普什圖人。而這群人對該地區以外的世界，第一個重要的影響為跟隨著伽色尼的馬哈茂德（突厥穆斯林）的軍隊，在1,000多年前入侵印度北部的王國。而在三百年後，普什圖國王及之後的普什圖部落洛提也開始掌權印度德里，直到十六世紀初，該地被蒙兀兒帝國的第一個皇帝巴布爾佔領。只是諷刺的是，普什圖國王在統治了印度前，尚未完全統治其他普什圖人所在的西邊山區。
一直到1747年，艾哈邁德·沙·杜蘭尼以坎大哈為基地，建立了杜蘭尼王朝，疆域包含了今日伊朗和印度以及阿富汗部分地區，才完整地統治了所有普什圖部落。然而其對於印度等地的攻打，使當時殖民印度的英國反擊。英國為了保護印度帝國的西部邊界，與杜蘭尼王朝及其同地方之後的政權開戰。1879年，第二次英阿戰爭後，阿富汗政府承認英國控制了印度，於是1893年建立了杜蘭線，描繪了兩國政府的边境範圍。直至今日這條線仍是將普什圖人劃分在兩個國家的邊界。

## 社會、家庭與婚姻

### 社會

#### 政治結構
普什圖有分為好幾項不同的政治行政結構。在阿富汗，國家是從部落制度演變而來，除了主要城市以外，其政治從以前至今都只是鬆散的控制。在巴基斯坦，因以前英國帝國政府的統治而有好幾種不同的制度。世界上最多的普什图人聚居区是巴基斯坦的开伯尔-普什图省，雖然大多數普什圖人生活在巴基斯坦的民法和刑事法律實行的地區，但是一些部落，如莫罕默德和瓦澤爾，屬於聯邦直轄部落區域（FATA），一些部落屬於省級部落區域（PATA）。在FATA和PATA這兩類中的部落，其採用的習慣法是尚不固定而飄搖的狀態。 

#### 政治
普什圖人不同程度地被吸收到他們居住地區的行政結構中。在過去的二十五年中，阿富汗正式從君主立憲制轉變為共和國，最終轉向民主共和國。儘管有這些變化，政府和農村人口的關係變化不大。由於政府的存在通常是為了提取稅費或徵兵，村民的態度一般都是抗拒、不合作的。
在巴基斯坦的部分，儘管當年英國政府在一些地區由於提供補貼而被接受，但這件事一定程度上導致其他普什圖人抵制英國統治。而雖然大多數普什圖人支持創建巴基斯坦的運動，但他們更希望在一個被稱為“普什图尼斯坦”的國家的邊界兩邊重新統一普什圖人。從那時起，普什图尼斯坦運動在兩國都以各種形式煽動。此時，土地決策委員會（JIRGAS）在民族決策上發揮了重要的政治作用。這個組織主要由酋長马利克（Malik）組成，並根據部落習俗和較少程度的伊斯蘭法律來決定各種各樣的民族內部事務。在阿富汗，該機構隸屬至國家一級，並由部族、族裔和宗教領袖組成的支爾格大會會議，以決定重要問題。

#### 社會控制
傳統上，社會控制是通過稱為“普什圖瓦里”的行為守則和榮譽。普什圖瓦里結合了報復和接待客人的原則，要求保護那些尋求保護的人和已婚婦女的貞操，其中也包含了克制那些被認為是弱勢或無助者（印度教，婦女和男孩）的原則。普什圖瓦里在某些情況下與伊斯蘭法律是相矛盾的，但一般來說會被優先適用。 然而普什圖瓦里的處罰通常是非常苛刻的 ， 例如，非法性行為會遭受強烈的社會壓力而被處死。 但由於普什圖瓦里屬於私刑，支爾格大會或政府行政部門認定私自處刑的人違法而會加以取締。 普什圖規範女性需服從父親、兄弟及丈夫；成年女性不能工作，多數時間須待在家中，必要出門時，需以“布爾卡”的罩袍將全身包裹。

#### 血親與繼嗣
普什圖人主要為父系繼嗣。由於各部落所在的地理位置分散，其系譜通常和地理分布一致。部族結構中最重要的層級是氏族，即一個人與其四、五代的子女。在這個層級內，常見互相通婚、結盟及衝突。而血親關係中最小的單位是KOR（也就是家庭），其意義通常須包括與一位尚在世的祖父同居於一屋，為經濟社會的主要單位。

### 親屬關係的用詞
儘管在脈絡上是有差別的，但基本上普什圖表親系統的用詞與愛斯基摩人系統下的用詞是統一的。  例如，雖然對所有表兄弟姊妹都有同樣的稱呼用詞，但在父親的親屬部分，父親的兄弟的女兒（潛在或偏好的新娘）和父親的兄弟的兒子（爭遺產的對手，被視為潛在的敵人）被賦予了明確區別的稱呼用語。

### 婚姻
雖然伊斯蘭律法允許一夫最多可有四個妻子，但普什圖人普遍一夫一妻，並實行氏族內婚制，其中常見與父親的兄弟的女兒結婚的平表婚。婚姻對象及相關事宜通常由父母親操辦，並在確定結婚對象後，雙方父母會透過公会組織商議聘禮的價格。通常新娘的父母會將聘禮作為新娘的嫁妝，以滿足夫妻未來的家庭需要，但也還是常見為了聘禮，而固定與同一個家族通婚的情形，以方便付出與收回的聘禮價格相同。
普什圖人婚後為從夫居，妻子會住到夫家，並與丈夫共同享有夫家分給他們的獨立空間，直至夫家的家長死亡才會再行分家。普什圖人中罕見有離婚的情況出現，他們認為如果女人再婚，前夫和她現任丈夫身為男人的榮譽就會消失，而該名女人也不該且不會再得到聘禮。 族人對婚外情有十分嚴厲的處罰，特別對於婦女在社會規範上具有性別差異性的自由禁錮。

### 家庭
家庭（KOR）是消費與合作的最小單位。家庭通常被定義為共享一個爐灶的一群人或以一個或兩個男人為核心衍伸出的一群人。 普什圖人的家庭通常分為三大類：核心家庭、複合家庭（其中一個家長和他已娶妻的兒子共同生活在一起並共同分擔生活費用）、聯合家庭（二或多個核心家庭住在同一屋簷下，維持著各個核心家庭各自的家長，保持各自獨立的經濟，通常會選擇聯合家庭的各家長間互為兄弟）。

### 遺產繼承
遺產的繼承權僅會分給男性，通常會參與遺產的競爭的會有死者的兒子這群兄弟和表兄弟間及兒子下一代的表兄弟間，而其中最年長的大哥會被分到額外的土地用於維護家族的本家（HUJRA）。

## 產業與生活

### 農牧業和商業活動
普什圖經濟中最重要的產業主要是以糧食作物種植為主的農業和畜牧業。在農業上，其生產很大程度地受到雨量不足限制，而對居住在河谷的普什圖人來說，則是受崎嶇地形和乾旱氣候影響。普什圖農業最重要的糧食作物是小麥，其次是大麥和玉米。其耕種的技術逐漸受機械化影響，如其傳統的灌溉技術坎兒井，目前以被單純的水管運輸取代。而在糧食作物以外，普什圖農業也會種植水果、堅果、蔬菜，並製造果乾、乾燥堅果、乾燥蔬菜、鴉片和大麻。在牧業上，普什圖人主要馴養的動物包括長尾和短尾羊、山羊、牛、水牛、雞、駱駝、驢和馬。除了平日的農牧業耕作畜養外，一些牧民和農民還會從事貿易和放債，認為將普什圖領土劃分為兩國的邊界走私活動有利可圖。

### 工業
許多工業活動，如木工、砌磚和製鞋都是由在農地兼職的普什圖專家完成的。然而，在織造、鍛造和金匠鍛煉等的領域主要是非普什圖的職業群體完成的。但在製造槍支上則是例外，在某些地區，特別是白沙瓦南部的達拉·亞當·克勒（Darra Adam Khel），主要是普什圖人在小型工廠生產槍支。

### 貿易
普什圖的村莊直到最近基本上都還維持著自給自足的生活。傳統上，普什圖人將掠奪、走私和政治視為尊貴而值得追求的活動，並輕賤貿易和農業。故在這種態度依然存在的地區，會進行貿易的人僅有非普什圖（經常是印度教）店主和販賣者或以易貨的方式進行交易的游牧群體。 但儘管有這些傳統，現今在大城市和城市地區，普什圖人仍贏得了成功的貿易商和商人的聲譽。

### 勞務分工
普什圖人嚴格遵守伊斯蘭規範purdah，導致男女之間有明顯的分工。雖然農村婦女可以參與收穫作物，但她們仍被期待待在家裡養育兒童、維持家庭、烹飪及處理各種傳統家務，甚至不得外出購物。但在普什圖的游牧群體中對於PURDAH的遵守比起居住在城市的普什圖人已略為寛鬆。

### 土地分配
只有在乾旱而低產出的地區，土地的所有權才會規屬於農戶的MALIK（小首领或家長）和他的兒子。在生產力更高的地區，土地所有權會有大塊屬於汗（部族首領），並另聘農民耕田。如果農民只提供勞動力，將收到約20％的產出，若他們多提供了工具或吃草動物，則會得到更高比例的收益。直到本世紀初，在斯瓦特和馬爾丹山谷，普什圖族人的間不分階級的平等才受到WESH的新習俗強調，而開始定期重新分配土地。 
在傳統上，普什圖地區與可耕土地數量不符的過剩人口常離開其故鄉，前往印度軍隊擔任僱傭軍，其中也會有人去其他國家作為租戶工作。但目前最常見的狀況則是在巴基斯坦或波斯灣等國家創業或工作。

### 居住型態
普什圖人的居住型態分為游牧與定居於城市兩類，但不論哪一類大多數都會以2至400個家庭組成一個單位。對於定居於城市的部分來說，這些單位，又稱為村莊，通常會聚集在一個較大的城鎮附近，在選址上則會注意水資源的取得以及防禦相關事宜。而村莊內的各家居住地分配也反映出了普什圖人的血緣政治:擁有領導地位家族血緣的人，可以優先選擇其在村莊內的居住地或直接居住在具優良戰略地位的位置，其他人則以領導地位家族的居住地，依血緣親疏決定其與該家族居住的遠近。在房屋建造的部份，各房屋一般是由泥土或曬乾的泥土磚覆蓋泥漿所構成，其房子唯一有價值的部分是門和支撐著覆蓋泥和樹枝的布以作為平屋頂的木樑。此外，一些比較小的村莊還會建立高牆並在角落配有高塔以作為防禦堡壘。比較特別的是，在普什圖人的村莊中，會嚴格劃分出公眾可以進入和娛樂的地區（HUJRA）和家庭的生活空間，前者根據伊斯蘭規範PURDAH，婦女必須避免進入，而動物和糧食則儲藏在後者中。

在游牧群體的部分，普什圖牧民主要畜養牛隻，並每個季節按照預先設定的路線往傳統的紮營地點移動。營地內房屋的分布像前述居住在城市的普什圖村莊一樣，普通家戶的帳篷都是圍繞著領導血緣的帳篷而組建。傳統風格的游牧帳篷是由黑色山羊毛髮編織而成，並以柱子或拱形桿和拉繩支撐。

## 信仰與習俗

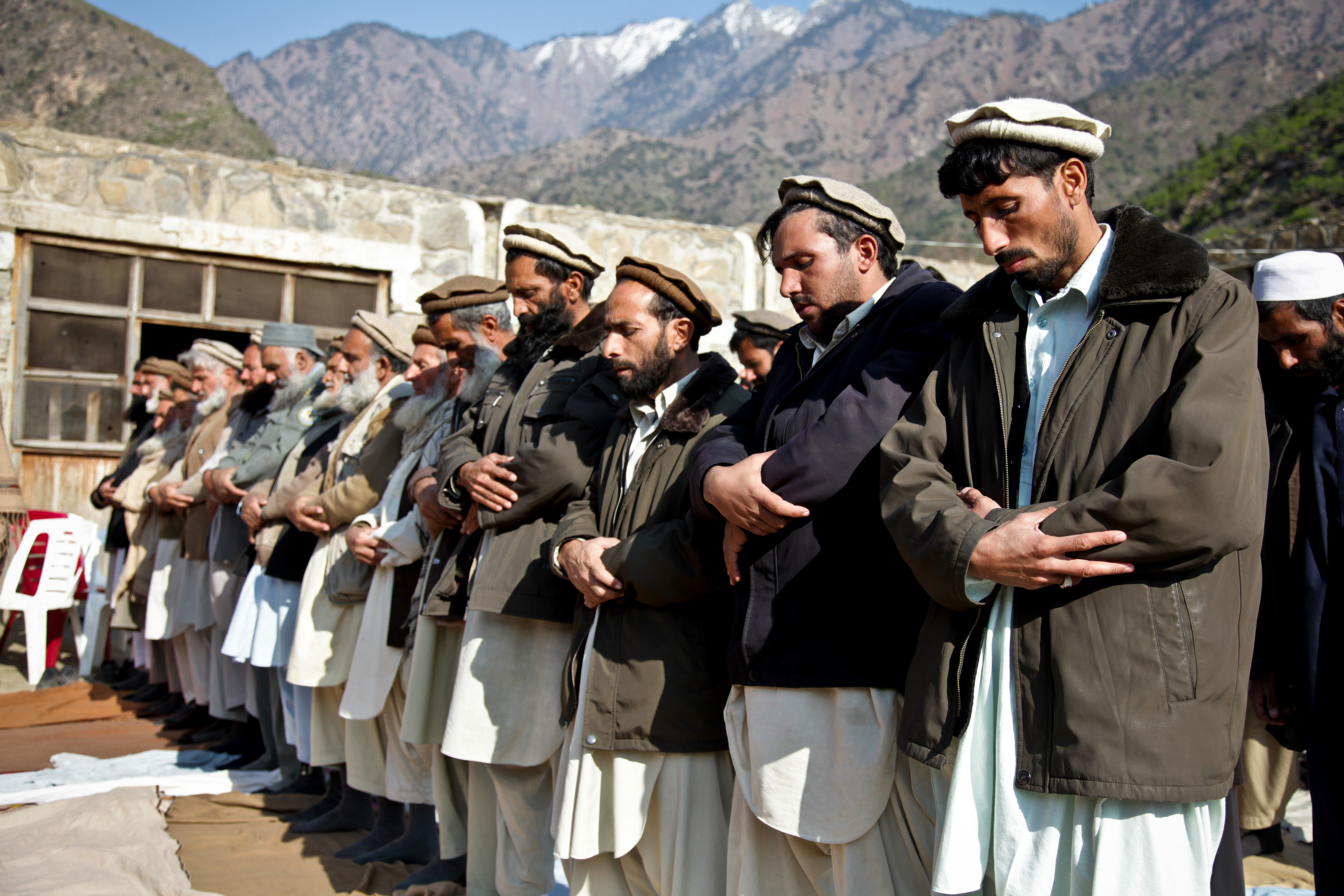
一群普什图人正在做晌礼

### 宗教信仰

塔利班旗帜，塔利班是主要由普什图人组成的伊斯兰原教旨组织

普什圖人與大多數信仰伊斯蘭教的社群一樣，生活皆與伊斯蘭教密不可分。普什圖人絕大多為哈尼法（Hanafi legal school）的遜尼派穆斯林，但一些地區，如巴基斯坦的古勒姆和奥拉克兹，則為什葉派穆斯林。普什圖的信仰中，也有一些超自然的人物，如金納（Djinn）是由火而生的靈魂，能進入與占有人體。而亦有其他負面的物種，包括被擾亂或被詛咒的靈魂、巫婆和仙女的鬼魂。此外，普什圖人認為生前對宗教虔誠的人的靈魂，可以再回到地球上發揮更積極的作用。

### 宗教執業者
伊斯蘭教沒有任何祭司職位，但會由宗教領袖指揮宗教相關事宜。在普什圖的村子里，這個角色通常由一個接受了些宗教教育的毛拉擔任。宗教領袖的責任除了管理清真寺和每天敲鐘以通知五拜時間外，還必須主持標誌著生命各階段（出生、割禮、結婚和死亡）的儀式。而除了各村的宗教領袖外，尚有另一個重要的人物稱為赛义德。赛义德為伊斯兰教的先知穆罕默德的後代，獨立於部落結構之外。不受普什圖人律法規範，而在各相互衝突的群體之間擔任仲裁。

### 儀式與節慶
除了代表通過生命各階段的儀式外，普什圖人尚有關於宗教的節慶，即為伊斯蘭教三大節日：齋戒月後三天、古爾邦節、聖紀節。

### 葬礼
在伊斯蘭教中，死亡後身體必須被純潔地埋葬，以便靈魂準備在末日審判日進入天堂，故普什圖人往生後，其身體會被洗滌並以白布包裹，並在毛拉帶領聚集的哀悼者進行特別的禱告後埋葬。埋葬時，死者身體會被以頭部朝向麥加的方位擺放。而葬禮後，死亡與哀悼的儀式尚未結束，死者的親屬必須在死者死後的第四個星期五和第四十日聚集在墳場，並在死者逝世一周年後舉行結束儀式，才算完成整個死亡的儀式。

## 文學與藝術
普什圖人最尊崇的文學與藝術形式是詩歌。 普什圖最偉大的詩人為胡什哈爾，擅寫愛情詩和愛國詩。 而在視覺上藝術的部分，具有普什圖傳統藝術特色的有其繡花背心和精心裝飾的槍托。

## 現況
由於普什圖人屬於一支較大的民族（如為阿富汗最大民族），其經常會在一些世界新聞、電影或文學作品等中被提及，著名的例子像是《追風箏的孩子》、《紅翼行動》
。